# Pleurodema diplolister
Espèce
Synonymes
- Cystignathus diplolistris Peters, 1870

Statut de conservation UICN

 LC  : Préoccupation mineure
Pleurodema diplolister est une espèce d'amphibiens de la famille des Leptodactylidae.

## Répartition
Cette espèce est endémique du Brésil. Elle se rencontre du niveau de la mer à 750 m d'altitude dans les États du Minas Gerais, de Bahia,de l'Alagoas, du Sergipe, du Paraíba, du Pernambouc, du Rio Grande do Norte, du Ceará, du Piauí et du Maranhão.

## Publication originale
- Peters, 1870 : Über neue Amphibien (Hemidactylus, Urosaura, Tropidolepisma, Geophis, Uriechis, Scaphiophis, Hoplocephalus, Rana, Entomoglossus, Cystignathus, Hylodes, Arthroleptis, Phyllobates, Cophomantis) des königlichen zoologischen Museums. Monatsberichte der Koniglich Preussischen Akademie Wissenschaften zu Berlin, vol. 1870, p. 641–652 (texte intégral).